# アイデンティティ・民主党
アイデンティティ・民主党（アイデンティティ・みんしゅとう、英: Identity and Democracy Party、仏: Parti Identité et Démocratie、伊: Partito Identità e Democrazia、独: Identität und Demokratie Partei、ID Party）は、2019年欧州議会議員選挙を受けて2019年に諸国民・自由の欧州運動から改称した、民族主義・右派ポピュリズム・欧州懐疑主義・保守・右翼・極右に位置する欧州規模の政党。
オーストリア自由党、フラームス・ベランフ（ベルギー）、自由・直接民主（チェコ）、エストニア保守人民党、国民連合 (フランス)、同盟 (イタリア)などで構成され、その他に党の欧州議会の政治会派であるアイデンティティ・民主に参加する、デンマーク国民党、真のフィンランド人、ドイツのための選択肢、自由党 (オランダ)が協力政党である。